# 格蘭茨伯勒 (北卡羅萊納州)
格蘭茨伯勒（英語：Grantsboro）是一個位於美國北卡羅萊納州帕姆利科縣的城鎮。

## 人口
根據2020年美國人口普查的數據，格蘭茨伯勒的面積為9.97平方千米，皆為陸地。當地共有人口692人，而人口密度為每平方千米69人。